# Doutor Severiano
Doutor Severiano is een gemeente in de Braziliaanse deelstaat Rio Grande do Norte. De gemeente telt 6.616 inwoners (schatting 2009).